# Mercado San Telmo

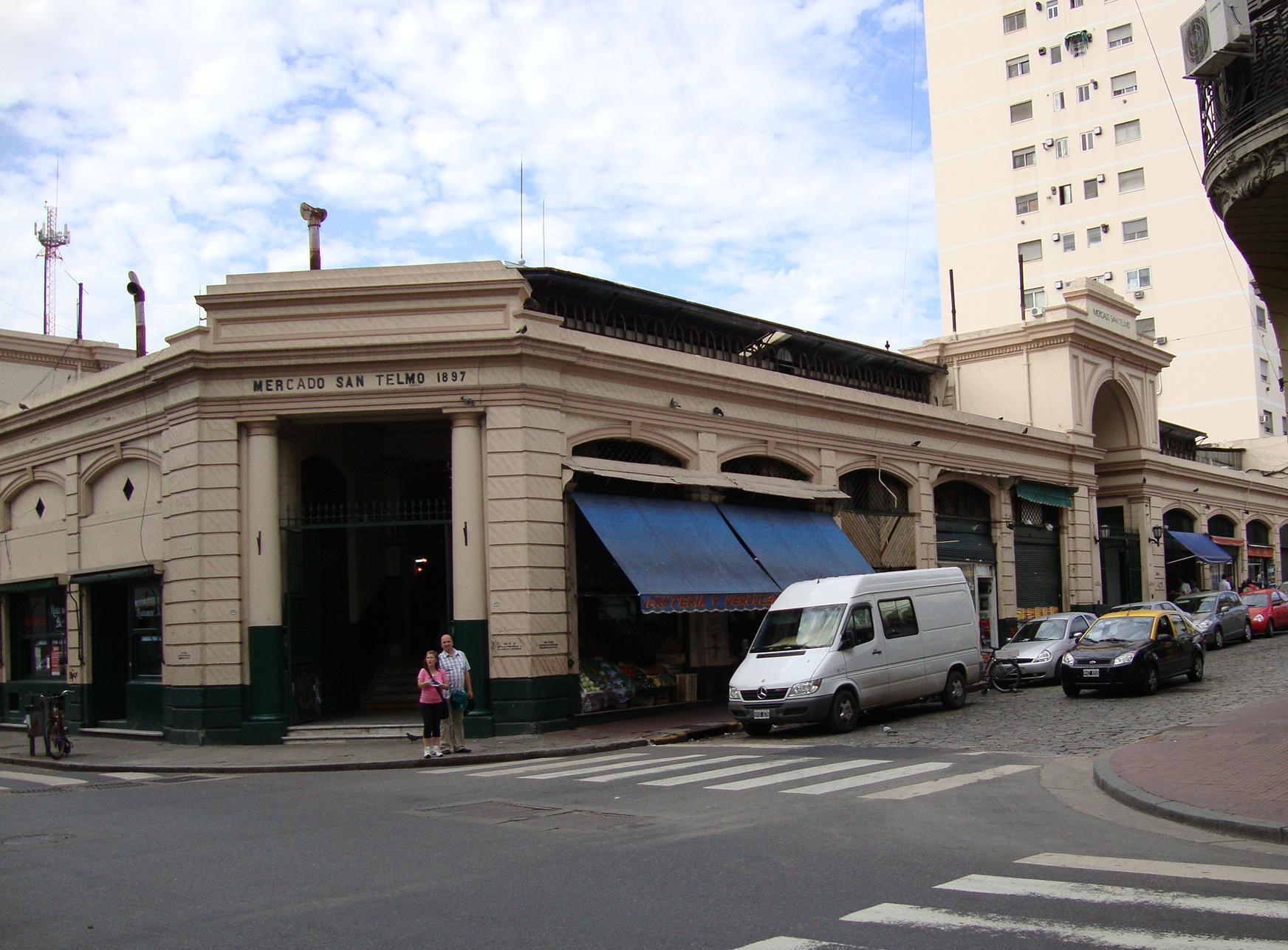
Desde la esquina de Bolívar y Carlos Calvo.

El Mercado San Telmo es un gran mercado bajo techo que se encuentra en el barrio de San Telmo de la ciudad de Buenos Aires, Argentina. Aunque conserva antiguos comercios de venta de verduras y carnes, en la actualidad es un lugar turístico y abundan los anticuarios.
El edificio fue proyectado por el ingeniero arquitecto Juan Antonio Buschiazzo para el emprendedor Antonio Devoto, y su cuerpo central, con entrada por la esquina de las calles Bolívar y Carlos Calvo, data de 1897. En 1930 se le agregaron dos brazos con salidas por las calles Defensa y Estados Unidos.
Se trata de una gran estructura con techo de vigas de hierro con planchas de chapa y piezas de vidrio. La fachada es de estilo italianizante, con arcos de medio punto y orden toscano que alojan locales con acceso particular directo desde la vereda, en su mayoría bares.
En su interior, los locales de venta de pescado, carne vacuna, pollo, cerdo; de verduras y frutas se concentran en el cuerpo principal de planta rectangular hacia la calle Bolívar. Los anticuarios se concentran en las dos prolongaciones en formato de pasillo que llevan a las calles Defensa y Estados Unidos. Mientras la primera se encuentra elevada y se conecta con el cuerpo central mediante una rampa y escalera, la otra es más ancha y posee una dársena central elevada y espacio para que ingresen vehículos (sin ese uso en la actualidad).
De esta manera, los antiguos puestos "del barrio" que se conservan de varias décadas conviven con los anticuarios, más recientes y relacionados como el boom turístico de San Telmo. También el edificio incluye algunos locales que tienen entrada propia desde la calle, entre ellos verdulerías, licorerías, un restaurante y dos bares notables: “San Pedro Telmo”, y “La Coruña”.

## Galería

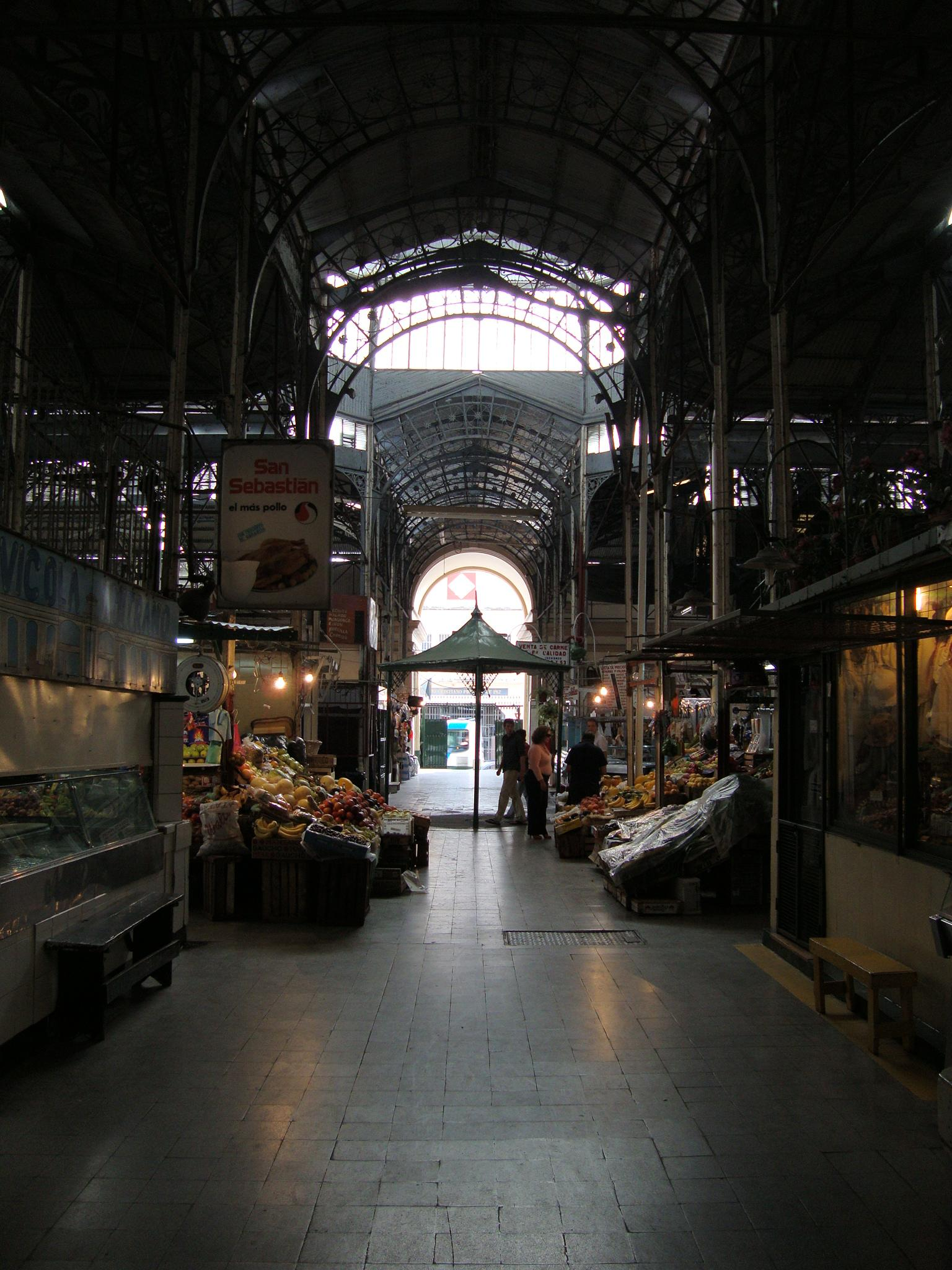
Interior del cuerpo central
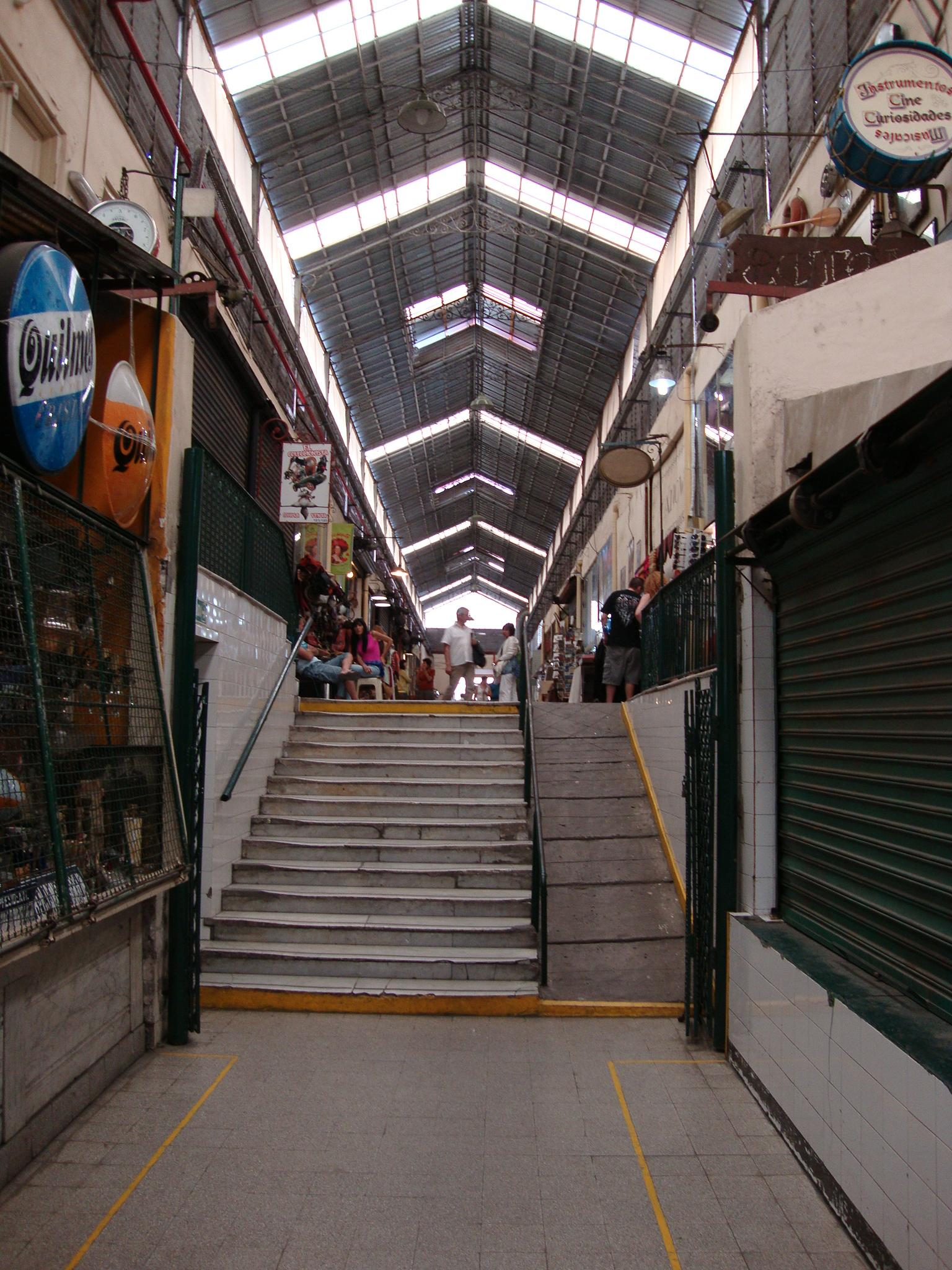
Escalera hacia el brazo Defensa
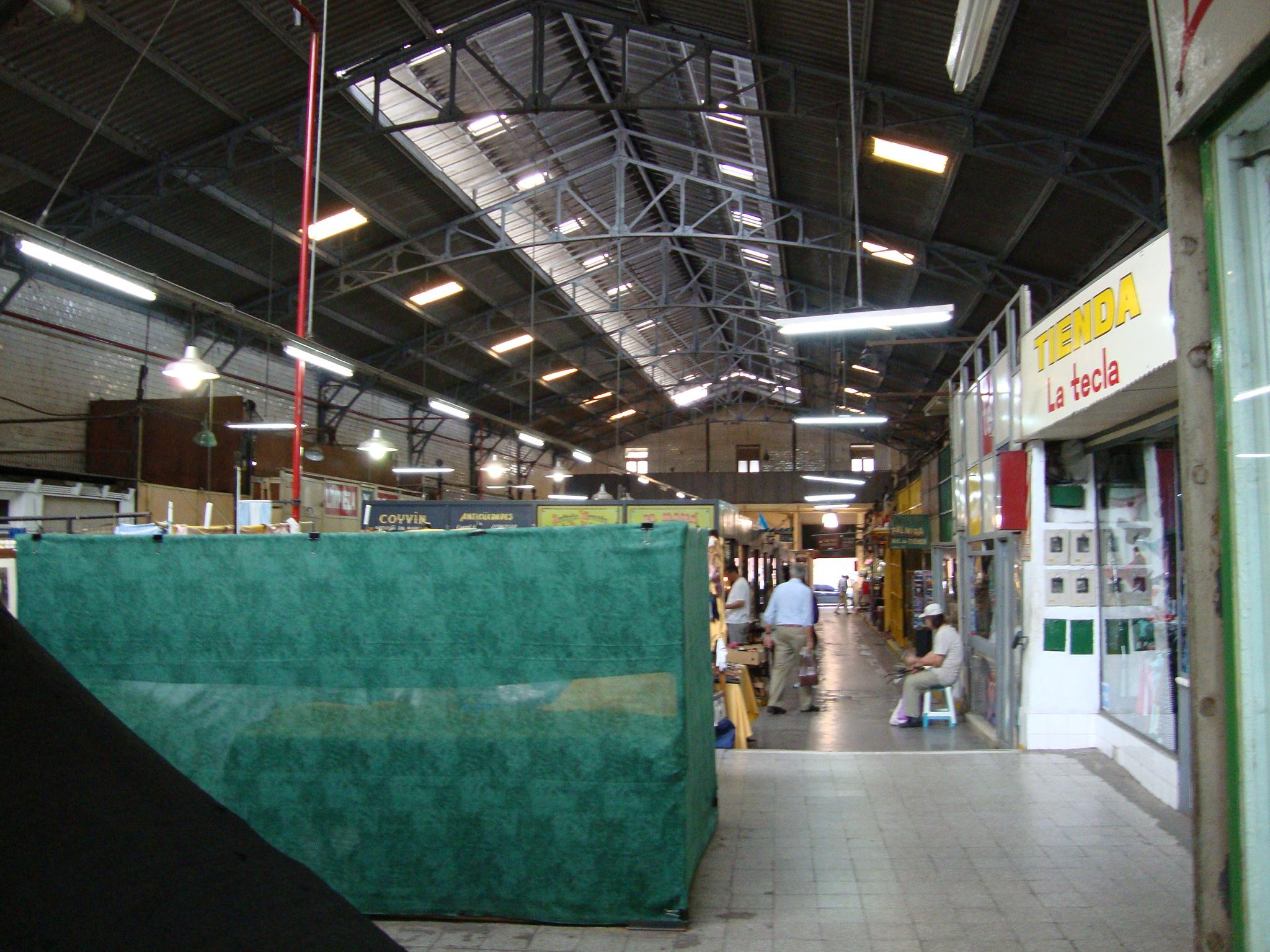
Brazo Estados Unidos
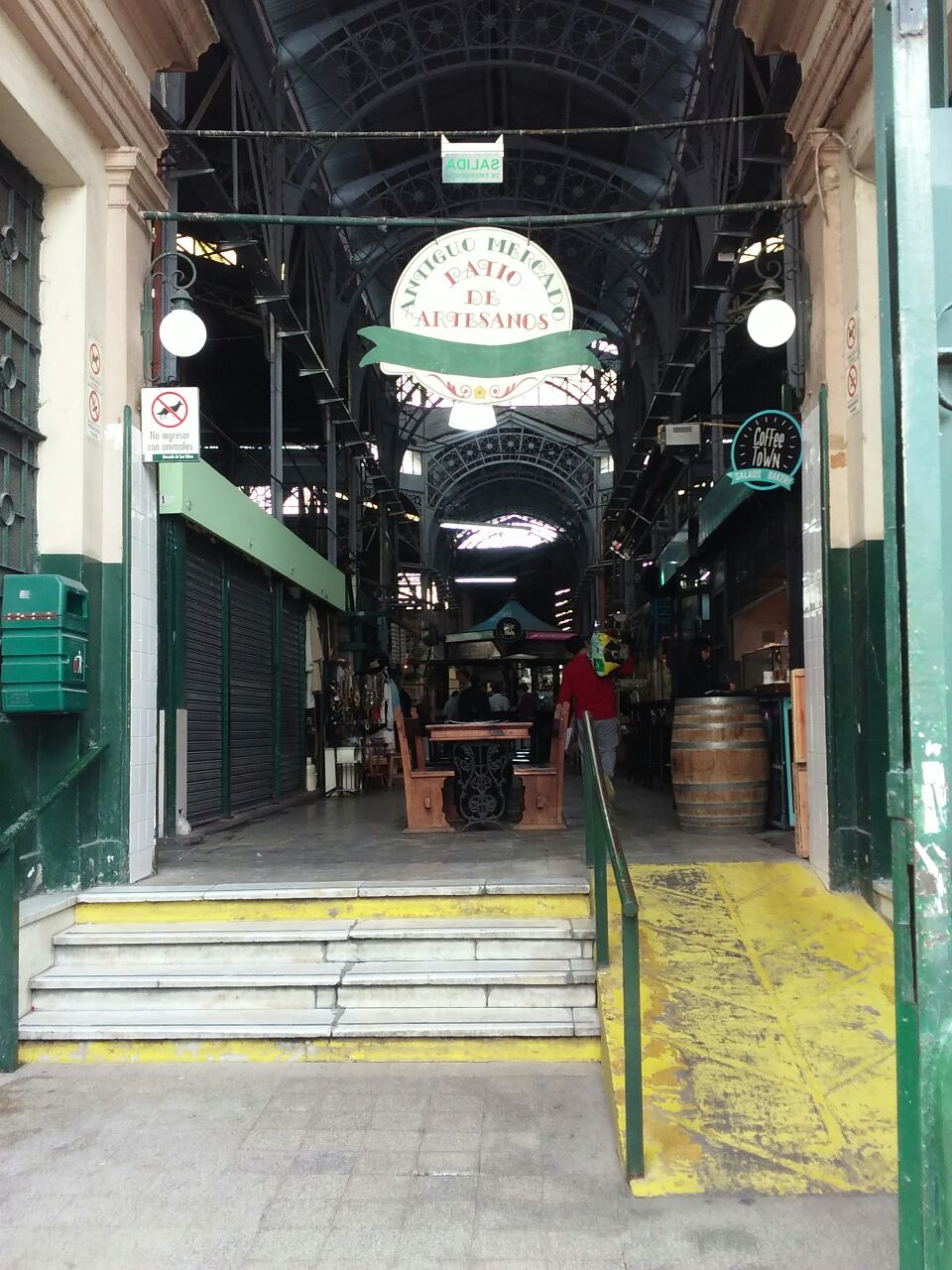
Acceso Sur, por Carlos Calvo
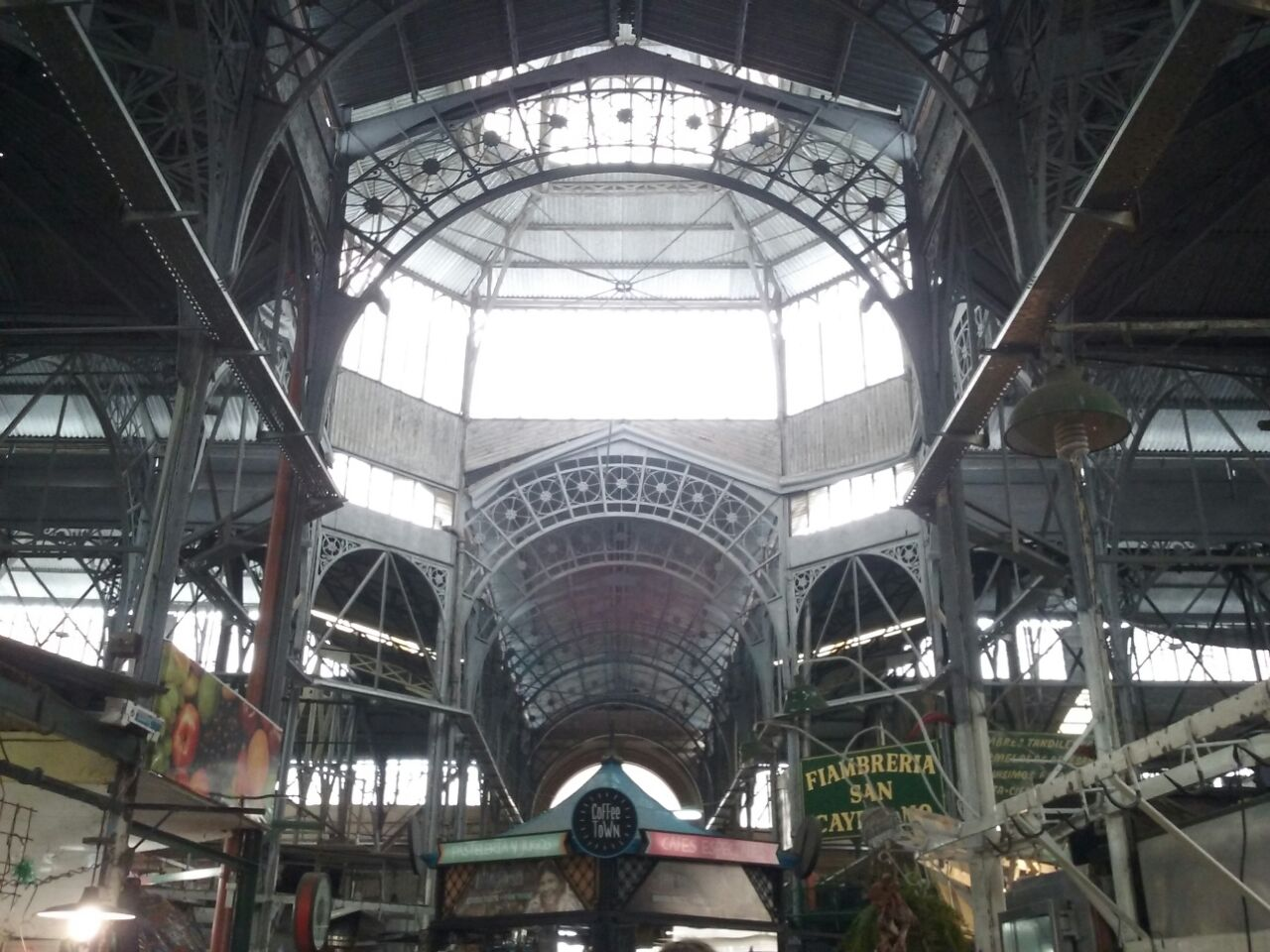
Cúpula Octogonal, en el espacio abierto central del mercado
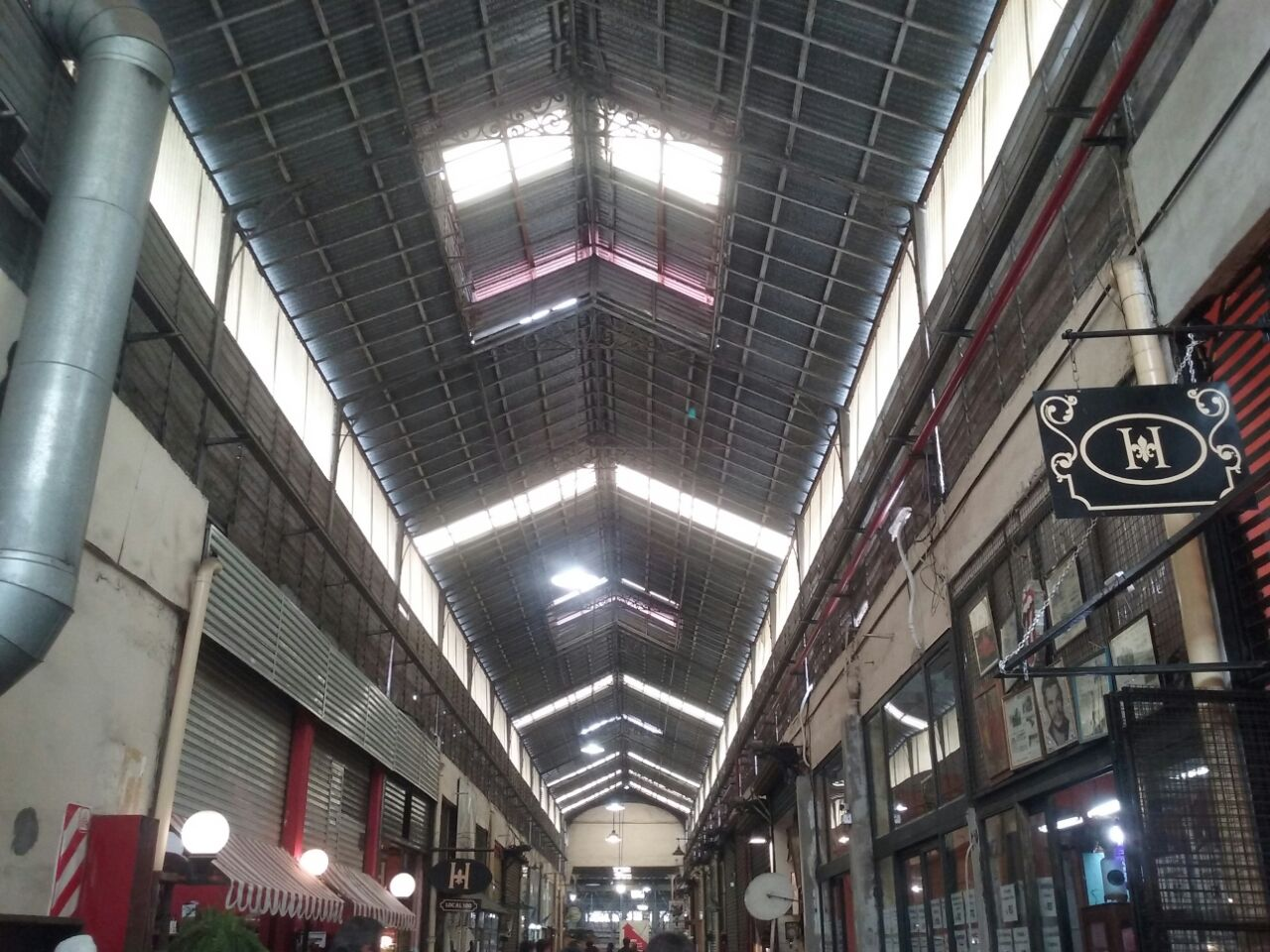
Acceso desde la calle defensa, con orientación al espacio central
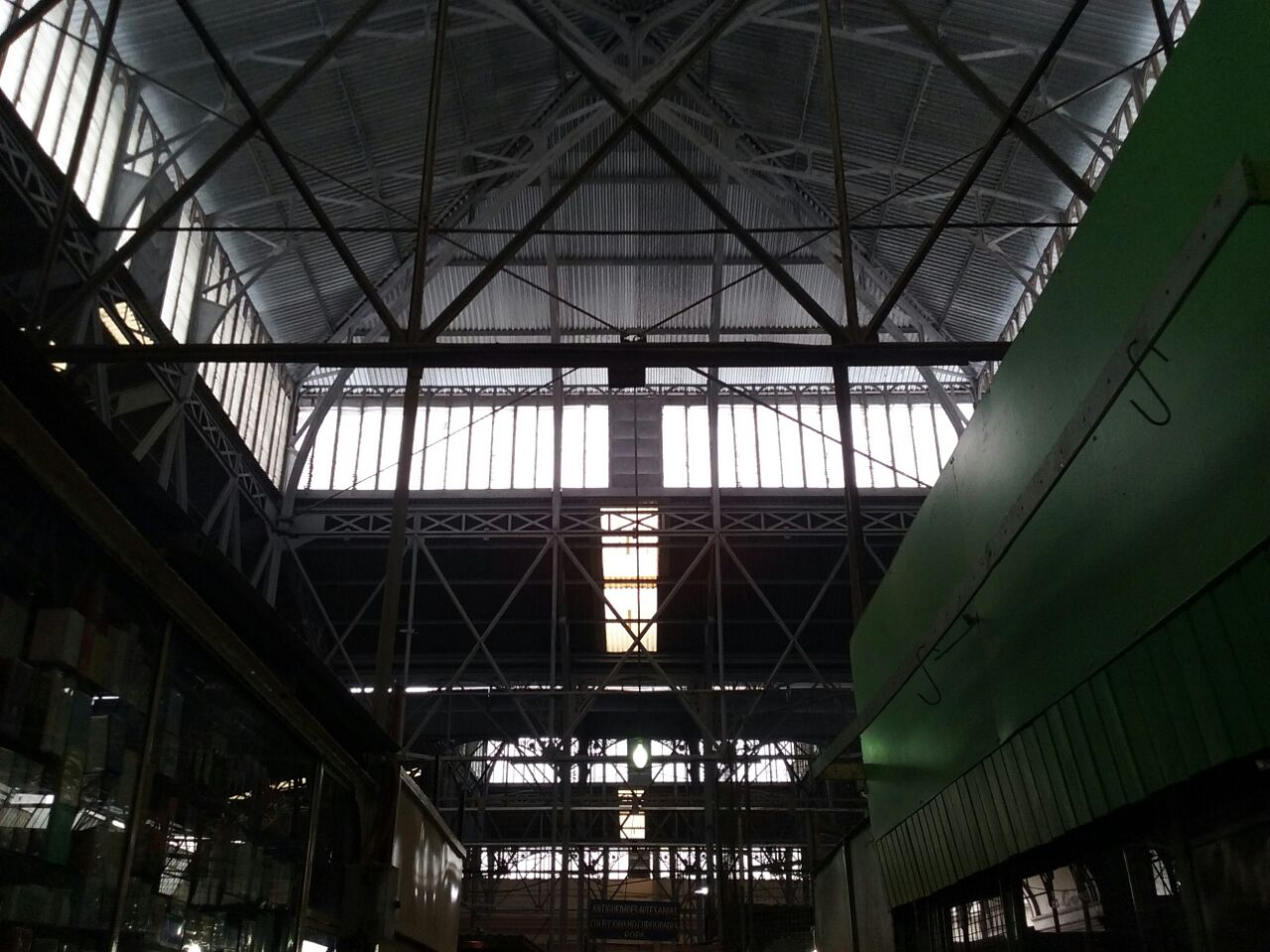
Una de las 4 cubiertas principales, resaltando el techo de vigas de hierro